# 金山精三郎
金山 精三郎（かなやま せいざぶろう、1945年3月30日 - ）は、日本の実業家。株式会社ワイズテーブルコーポレーション創業者・代表取締役会長。

## 人物・経歴
東京都生まれ。1967年埼玉大学文理学部卒業。1968年高田馬場で喫茶店を開業し、1987年に六本木に会員制レストランを開業。1999年ワイズテーブルコーポレーション設立。2000年から同社代表取締役社長を務め、六本木ヒルズなどで高級レストラン事業や、カジュアルレストラン事業を展開し、アジアでのグローバル展開なども進めた。2010年ワイズテーブルコーポレーション代表取締役会長兼社長。2020年ワイズテーブルコーポレーション代表取締役会長。